# TANGO
TANGO は北原愛子のリリースしたCD。

## 解説
- 表題曲は、2004年発売の6枚目のシングル「DA DA DA」以来となる、doaのベーシストである徳永暁人による作曲。また、ギターでグループ・サウンズ全盛期に活躍したバンド、オックスのギタリストの岡田志郎が参加している。
- 4thシングル『虹色にひかる海』以来、約2年半ぶりのアニメタイアップである。久しぶりの効果のあるタイアップだったことと、このシングルと同じ週に発売されたシングルが少なかったせいもあり、2002年以来のオリコンチャートTOP50入りを果たした。
- 初回版には格闘美神 武龍のステッカーが封入されている。

## 収録曲
1. TANGO
  - 作詞：北原愛子／作曲：徳永暁人／編曲：MissTy
2. シアワセニ☆
  - 作詞：北原愛子／作曲：間島和伸／編曲：小澤正澄
3. 永遠へとかかる虹の橋
  - 作詞：北原愛子／作曲：當眞健司／編曲：小澤正澄
4. TANGO -instrumental-

## タイアップ
- テレビ東京系アニメ「格闘美神 武龍」エンディングテーマ（#1）
- チバテレビ「MU-GEN〜Music Generations〜」2006年1月度オープニングテーマ（#1）